# Macalpinomyces aristidae-cyananthae
Macalpinomyces aristidae-cyananthae är en svampart som först beskrevs av Julius Oscar Brefeld, och fick sitt nu gällande namn av Vánky 2001. Macalpinomyces aristidae-cyananthae ingår i släktet Macalpinomyces och familjen Ustilaginaceae.   Inga underarter finns listade i Catalogue of Life.